# Broșteni
Broșteni ist eine Stadt im Kreis Suceava in Rumänien. Gemessen an der Fläche ist Broșteni die größte Stadt in Rumänien.

## Lage
Broșteni liegt am Fluss Bistrița in den Ostkarpaten, zwischen den Gebirgen Stânișoara im Nordosten und Bistrița im Südwesten. Die Kreishauptstadt Suceava befindet sich etwa 60 km nordöstlich.

## Geschichte
Aus einem aus dem Jahr 1630 stammenden Dokument geht hervor, dass das Gebiet der heutigen Stadt seit 1488 dem Kloster Voroneț gehörte. Bis 1807 verblieb Broșteni unter seiner Herrschaft. 1779 wurde die Kirche errichtet. Dann kam der Ort bis 1877 in den Besitz der Adelsfamilie Bals. In dieser Zeit entwickelten sich in Broșteni in größerem Umfang die Gewinnung und die Verarbeitung von Holz. 1831 wurde der Ort Gemeindesitz. 1840 eröffnete die erste Schule. 1877 wurden die Ländereien von König Carol I. erworben; Broșteni erhielt Anschluss an das Telegrafennetz. Im Ersten Weltkrieg hatte der Ort Zerstörungen zu erleiden. Nach der kommunistischen Machtübernahme wurde der königliche Besitz verstaatlicht. Einige Industriebetriebe (Textilherstellung, Holzverarbeitung) und Wohnblocks wurden errichtet. In den umliegenden Gebirgen wurde Bergbau (u. a. auf Mangan) betrieben.
Nach der Rumänischen Revolution 1989 änderte sich die ökonomische Struktur der Gemeinde durch den Wegfall vieler Industriearbeitsplätze. 2004 wurde der Ort zur Stadt erklärt.
Die wichtigsten Erwerbszweige sind die Viehzucht sowie die Holzgewinnung und -verarbeitung.

## Bevölkerung
1930 lebten auf dem Gebiet der heutigen Stadt etwa 2500 Bewohner. Bei der Volkszählung 2002 wurden in der Gemeinde 6603 Einwohner gezählt, darunter 6579 Rumänen und 11 Ungarn. Etwa 2300 lebten in Broșteni selbst, die übrigen in den eingemeindeten Ortschaften.

## Verkehr
Broșteni verfügt über keinen Bahnanschluss. Mehrmals täglich verkehren Busse nach Piatra Neamț, Vatra Dornei und Câmpulung Moldovenesc. Die Stadt liegt an der Nationalstraße Drum național 17B von Poiana Largului nach Vatra Dornei.

## Sehenswürdigkeiten

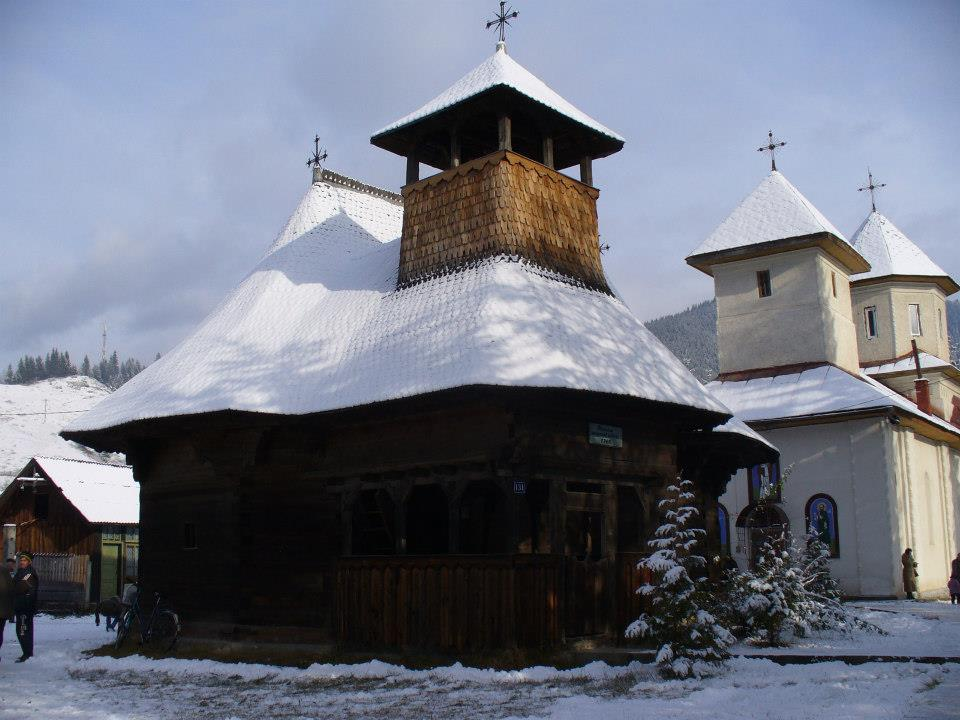
Holzkirche Sf. Nicolae

- denkmalgeschützte Holzkirche Sf. Nicolae mit Glockenturm (1779)
- Verwaltungsgebäude der königlichen Wirtschaft (1895)
- landschaftlich reizvolle Umgebung

## Persönlichkeiten
- Adolphe A. Chevallier (1881–1963), schweizerisch-rumänischer Fotograf